# 出雲科学館
出雲科学館（いずもかがくかん 英称：Izumo Science Center）は島根県出雲市にある科学館である。ムシテックワールド・真岡市科学教育センター・京都市青少年科学センターと並び、理科教育に活用される科学館の日本における先進事例の1つとされる。

## 概要
2002年7月20日に開館。出雲市内の小中学校の児童・生徒（小学3年〜中学3年）が最新鋭の機器を使用した正規の理科学習を行う。また土日祝日を中心に、子どもから一般を対象とした科学・ものづくりに関するさまざまな生涯学習事業を展開している。年間の来館者数は約16万人弱であり、これは同市の人口の17万人にほぼ等しい。年間計画に基づく体系的な理科学習（学校教育）と生涯学習(社会教育)の機能を合わせ持つ全国でも珍しい施設である。

## 歴史
- 1995年（平成7年）12月 - 科学技術教育進行に関する検討委員会を設置
- 1996年（平成8年）5月 - 科学館基本構想、基本計画を策定
- 1997年（平成9年）7月 - 科学館学校利用計画検討委員会を設置
- 1997年（平成9年）8月 - 展示基本設計を開始
- 1999年（平成11年）4月 - 科学館利用検討委員会を設置
- 1999年（平成11年）5月 - カリキュラム検討委員会を設置
- 1999年（平成11年）6月 - 展示監修専門委員会を設置
- 2000年（平成12年）12月 - 建築工事・展示製作着手
- 2002年（平成14年）3月 - 竣工
- 2002年（平成14年）7月 - 開館
- 2002年（平成14年）9月 - 科学館理科学習開始
- 2007年（平成19年）7月 - 理科学習棟完成

## 施設概要

### 本館1階
1階部分にほとんどの機能が集まっている。また建物は太陽光発電や雨水利用など環境への配慮にも積極的である。
- 展示体験プラザ - 手で触れ、動かす事のできる体験型の科学展示が多数
- 21世紀科学の先端情報コーナー - 最先端の科学情報に触れることができる
- 情報ステーション - 科学関係の映像・図書、インターネット端末、気象学習端末などを配置
- サイエンスホール - 観察・実験機器を配置している。主として大型の実験装置を使ったサイエンスショーや講演会などに使用される
- 実験室・実習室 - 主として各種実験教室、ものづくり教室などに使用される
- 創作工房 - 各種木工・金工の設備が揃っている。主に木工教室や発明協会主催による少年少女発明クラブの活動等に使用される
- プラネタリウム - 今夜の夜空の様子や宇宙に関するアニメーションなど15種類のプログラムの中から上映

### 本館2階
- 展示体験プラザ - 手で触れ、動かす事のできる体験型の科学展示が多数

### 理科学習棟
2007年7月21日に竣工。2005年3月22日の合併（旧出雲市・平田市・簸川郡大社町・湖陵町・多伎町・佐田町の2市4町の合併）に対応する形で建設された。これにより、市内の全公立小中学校52校の生徒が科学館で理科授業を受けることが可能となった。

## 利用案内
- 開館時間：9:30〜17:30
- 休館日：毎週月曜日（祝日の場合は翌平日）・年末年始
- 入館料：無料
- イベント参加料：無料（ただし一部イベントは材料費が必要な場合もある）
- 駐車場 : 有　（普通車 125 台・大型車 5 台）

## アクセス

### 車
- 国道9号線・商工会議所前交差点から南進約700m、鉄道高架をくぐりすぐ左折
- JR出雲市駅より鉄道の北側を東進、2つ目の信号交差点を右折後すぐ左折

### 鉄道
- 一畑電車出雲科学館パークタウン前駅南側（徒歩3分）
- JR出雲市駅下車東へ約700m（徒歩10分、車3分）

### その他
- 出雲市駅から徒歩で10分